# 普吕奈勒唐普勒
普吕奈勒唐普勒（法語：Prunay-le-Temple，法語發音：[pʁynɛ lə tɑ̃pl]）是法国伊夫林省的一个市镇，属于芒特拉若利区。

## 地理
普吕奈勒唐普勒（48°51'40"N, 1°40'24"E）面积6.77 平方千米，位于法国法蘭西島大區伊夫林省，该省份为法国北部内陆省份，北起瓦兹河谷省，西接厄尔省，西南接厄尔-卢瓦省，东南接埃松省，东临上塞纳省。
与普吕奈勒唐普勒接壤的市镇（或旧市镇、城区）包括：米尔桑、奥尔热吕斯、奥维利耶、里什堡、圣马丹德尚、塞普特伊、塔夸尼耶尔。

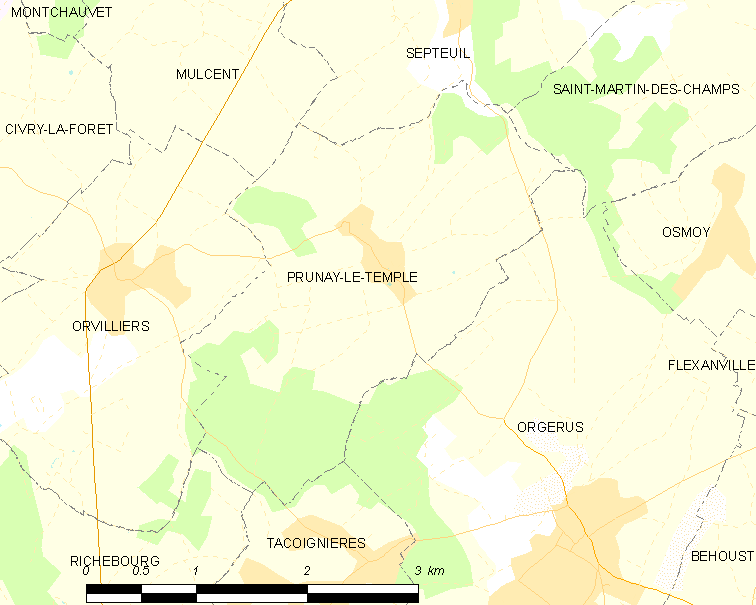
普吕奈勒唐普勒的OSM定位图

普吕奈勒唐普勒的时区为UTC+01:00、UTC+02:00（夏令时）。

## 行政
普吕奈勒唐普勒的邮政编码为78910，INSEE市镇编码为78505。

## 政治
普吕奈勒唐普勒所属的省级选区为塞纳河畔博尼耶尔县。

## 人口

1962-2008年间普吕奈勒唐普勒人口变化图示

普吕奈勒唐普勒于2022年1月1日时的人口数量为410人。